# Audi A4 B8
Audi A4 B8 (type 8K) er den fjerde modelgeneration af den store mellemklassebil Audi A4 og kom på markedet i december 2007, i første omgang som Limousine (sedan). I slutningen af februar 2008 præsenteredes stationcarudgaven Avant officielt på internettet og i marts på Geneve Motor Show. B8 er baseret på et nyt platformskoncept "modulær langsbygning", på hvilken Audi A5 og alle fremtidige bilmodeller med langsliggende motor i Volkswagen-koncernen også er baseret.
En åben A4 tilbydes derimod ikke længere, da denne position siden foråret 2009 er blevet overtaget af A5 Cabriolet.
I november 2011 gennemgik A4-serien et facelift, som medførte såvel tekniske som optiske modifikationer.

## Forandringer i forhold til forgængeren

### Design
Den nyeste A4-generation ligner på front- og bagpartiet den allerede i marts 2007 introducerede Audi A5. I forhold til forgængeren B7 er bilen 117 mm længere og 54 mm bredere. Særligt markante designelementer er de store sidespejle med integrerede LED-blinklys og det i forbindelse med xenonlys, som er ekstraudstyr, tilbudte dagkørelys med LED-teknik.
Kabinedesignet orienterer sig ligeledes mod A5. Dermed er midterkonsollen rettet mod føreren og i midten af instrumentbrættet er der, alt efter monteret radio eller navigationssystem, monteret en 6,5" eller 7" billedskærm. Det monterede navigationssystem betjenes gennem den separate MMI-terminal i midterkonsollen. Vigtige funktioner som f.eks. radioens lydstyrke eller klimaanlægget kan betjenes uafhængigt af MMI-systemet.

### Udstyr
For første gang i A4's historie findes der ligesom til Audi A3 tre grundudstyrspakker:
- Attraction: Basismodellen er udstyret med 16" fælge (V6-motorer 17") og dekorationsindlæg i platinoptik.
- Ambition: Denne sportslige udstyrsvariant har ud over sportssæder, -undervogn og -rat som standard 17" hjul, førerinformationssystem og diverse dekorationsindlæg i aluminiumsoptik.
- Ambiente: Denne komfortorienterede udstyrsvariant har ud over Attraction som standard sædevarme, fartpilot, akustisk parkeringshjælp bagtil, midterarmlæn, multifunktionsrat samt lys- og glanspakke.

I forbindelse med udstyrsvarianterne sælges visse former for ekstraudstyr billigere. I modsætning til forgængerne er ekstraudstyrsprislisten suppleret med mange nyudviklinger. Så ud over den standardmonterede klimaautomatik tilbydes også trezonet klimaautomatik. Den standardmonterede radio kan udvides med et lydsystem fra Bang & Olufsen med en samlet ydelse på 505 Watt eller modtager til digital radio (DAB).
Nyt i B8 er ligeledes Audi drive select, med hvilket forskellige bilparametre kan ændres uafhængigt af hinanden. Ud over speederrespons, automatgearsafstemning og styretøjsudveksling kan undervognens hårdhed justeres individuelt med en "undervognspakke" med elektronisk støddæmperregulering. Sammen med denne pakke fås som ekstraudstyr ligeledes "dynamisk styring", hvilket muliggør at styrevinklen, som af føreren angives med rattet, kan mindskes eller øges.
Som yderligere nye komfortfunktioner tilbydes parkeringshjælp med bakkamera hhv. visuel angivelse på billedskærmen i instrumentbrættet samt komfortsæder med aktiv sædeventilation.
Sikkerhedsudstyret kan i B8 for første gang udvides med forskellige kørselshjælpesystemer som f.eks.:
- Vognbaneholdeassistent (Audi lane assist/active lane assist)
- Vognbaneskifteassistent (Audi side assist) samt
- Afstandsregulerende fartpilot (Adaptive cruise control)

Autostole kan fastgøres på alle bagsædets siddepladser. Derimod kan der ikke monteres tre autostole ved siden af hinanden. Isofix-holdere på de yderste bagsædepladser kan bestilles uden merpris, mens frakoblelig passagerairbag og Isofix-holdere til det forreste passagersæde koster merpris.

### Teknik
Med den nye platform blev differentialets placering under koblingen flyttet 154 mm længere frem. Som følge af denne ændring blev
- Køredynamikken som følge af en bedre vægtfordeling øget,
- Fodgængerbeskyttelsen som følge af den ændrede aggregatplacering forbedret samt
- En med 160 mm forlænget akselafstand muliggjort.

Bremse-, undervogns- og styresystemet blev modificeret. Ligeledes blev kollisionsikkerheden bragt på den aktuelle standard. Dermed fik A4 i Euro NCAPs kollisionstest i 2009 den højeste vurdering på fem stjerner. I detaljer opnåede A4 93% af pointene for personsikkerhed, 84% for børnesikkerhed og 39% for fodgængersikkerhed.

## Drivlinie
Audi A4 er som standard udstyret med forhjulstræk, men forskellige motorer kan som ekstraudstyr mod merpris leveres med firehjulstræksystemet quattro.

## Byggetid
- Limousine (sedan): December 2007 −
- Avant (stationcar): Februar 2008 −

## Modelvarianter
Til det kinesiske marked bygges den lange udgave A4L siden januar 2009. Denne version har en 60 mm længere akselafstand og fandtes i starten med to benzinmotorer, en 2,0-liters turbomotor med 132 kW (180 hk) og en 3,2-liters V6-motor med 195 kW (265 hk). Senere kom modellen med 1,8-liters turbomotor med 118 kW (160 hk) og en stærkere 2,0-liters turbomotor med 155 kW (211 hk).
Fra marts 2009 sælges en S4 baseret på denne modelserie, som i modsætning til sine forgængere hverken drives af en turbo- eller sugemotor. I stedet benyttes en 3,0-liters V6-motor, som ved hjælp af en kompressor yder 245 kW (333 hk).
I forsommeren 2009 introduceredes A4 allroad quattro, en version med øget frihøjde til brug udenfor asfalterede veje.
I februar 2012 introduceredes Audi RS4 B8 på Geneve Motor Show, som fra efteråret 2012 i første omgang kun sælges som Avant. Denne topmodel i A4-serien yder med en 4,2-liters V8-motor 331 kW (450 hk). Motoren er siden 2010 blevet benyttet i coupémodellen Audi RS5.

## Motorer
Motorprogrammet omfatter en nyudviklet 1,8-liters turbomotor med direkte benzinindsprøjtning (FSI), som yder 88 kW (120 hk) hhv. 118 kW (160 hk). I modsætning til de hidtidige firecylindrede benzinrækkemotorer i A4 har den nye motor blandt andet vedligeholdelsesfrit knastakseltræk med styrekæde og en volumestrømstyret oliepumpe. En modificeret udgave af denne motor introduceredes med faceliftet af modelserien i november 2011. Motoren har nu nyt termomanagement, hvilket gør at driftstemperaturen nås hurtigere og samtidig reducerer CO2-udslippet og brændstofforbruget. Yderligere modifikationer blev gennemført gennem vægtreduktioner. Derudover blev indsprøjtningssystemet suppleret med multipoint-indsprøjtning, som kommer til indsats i dellastdrift for at nedsætte partikeludslippet. Nyt er også den fra 2,0-liters benzinmotorerne arvede varible ventilstyring Audi valvelift.
Den fra forgængeren kendte 3,2-liters V6-benzinmotor blev i B8 og andre modeller optimeret med den variable ventilstyring Audi valvelift (ligesom BMW's Valvetronic), en volumestrømstyret oliepumpe og en minimalt øget boring, hvilket resulterede i større slagvolume. Derved yder motoren 7 kW (10 hk) mere. Derudover står det maksimale drejningsmoment på 330 Nm som følge af den nye ventilstyring til rådighed fra 3000 til 5000 omdr./min. 3,2-litersmotoren bortfaldt ved faceliftet i november 2011.
Den fra den sidste modelserie overtagne 2,0-liters dieselmotor blev − som den første firecylindrede dieselmotor i Volkswagen-koncernen − udstyret med commonrail-indsprøjtning mod før pumpe/dyse. Modificeret blev også V6-dieselmotorerne, som nu yder mere. Alle dieselmotorer er som standard udstyret med partikelfilter.
Med introduktionen af stationcarudgaven Avant i 2008 kom der yderligere motorer til. Dermed fulgte på basis af 1,8-liters turbomotoren en 2,0-liters udgave, som var udstyret med Audi valvelift-systemet fra 3,2 FSI og ydede 132 kW (180 hk) hhv. 155 kW (211 hk).
Fra starten af 2009 fås dobbeltkoblingsgearkassen S tronic med syv gear til de firehjulstrukne 2,0-liters modeller, 3,0 TDI og S4. S tronic afløser lidt efter lidt det gammeldags automatgear kaldet Tiptronic og fejrede sin premiere i en bil med langsliggende motor i SUV'en Q5, som kom på markedet i efteråret 2008.

### Tekniske specifikationer
| Model          | Cylindre | Ventiler | Slagvolume cm³ | Max. effekt kW (hk) / omdr. | Max. drejningsmoment Nm / omdr. | Motorkode   | 0-100 km/t sek. | Topfart km/t | Byggeår          |
| -------------- | -------- | -------- | -------------- | --------------------------- | ------------------------------- | ----------- | --------------- | ------------ | ---------------- |
| Benzinmotorer  |          |          |                |                             |                                 |             |                 |              |                  |
| 1.8 TFSI       | 4        | 16       | 1798           | 88 (120) / 3650 − 6200      | 230 / 1500 − 3650               | CABA / CDHA | 10,5 − 10,8     | 191 − 208    | 1/2008 −         |
| 1.8 TFSI       | 4        | 16       | 1798           | 118 (160) / 4500 − 6200     | 250 / 1500 − 4800               | CABB / CDHB | 8,6 − 8,9       | 210 − 225    | 9/2007 − 8/2011  |
| 1.8 TFSI       | 4        | 16       | 1798           | 125 (170) / 3800 − 6200     | 320 / 1400 − 3700               |             | 7,9 − 8,3       | 215 − 230    | 7/2011 −         |
| 2.0 TFSI1      | 4        | 16       | 1984           | 132 (180) / 4000 − 6000     | 320 / 1500 − 3900               | CDNB        | 7,7 − 8,6       | 218 − 236    | 4/2008 −         |
| 2.0 TFSI       | 4        | 16       | 1984           | 155 (211) / 4300 − 6000     | 350 / 1500 − 4200               | CDNC        | 6,5 − 7,4       | 230 − 250    | 4/2008 −         |
| 3.0 TFSI       | 6        | 24       | 2995           | 200 (272) / 4780 − 6500     | 400 / 2150 − 4780               |             | 5,4 − 6,1       | 2502         | 2/2012 −         |
| 3.0 TFSI (S4)  | 6        | 24       | 2995           | 245 (333) / 5500 − 7000     | 440 / 2900 − 5300               | CAKA        | 5,0 − 5,4       | 2502         | 11/2008 −        |
| 3.2 FSI        | 6        | 24       | 3197           | 195 (265) / 6500            | 330 / 3000 − 5000               | CALA        | 6,2 − 6,6       | 2502         | 9/2007 − 8/2011  |
| 4.2 FSI (RS4)3 | 8        | 32       | 4163           | 331 (450) / 8250            | 430 / 4000 − 6000               |             | 4,7             | 2502         | 6/2012 −         |
| Dieselmotorer  |          |          |                |                             |                                 |             |                 |              |                  |
| 2.0 TDI        | 4        | 16       | 1968           | 88 (120) / 40004            | 290 / 1750 − 2500               | CAGC        | 10,5 − 11,2     | 197 − 205    | 4/2008 −         |
| 2.0 TDI        | 4        | 16       | 1968           | 100 (136) / 4200            | 320 / 1750 − 2500               | CAGB        | 9,3 − 9,8       | 205 − 215    | 4/2009 −         |
| 2.0 TDI        | 4        | 16       | 1968           | 105 (143) / 4200            | 320 / 1750 − 2500               | CAGA        | 9,1 − 10,3      | 200 − 216    | 9/2007 −         |
| 2.0 TDI        | 4        | 16       | 1968           | 120 (163) / 4200            | 380 / 1750 − 2500               |             | 8,4 − 8,7       | 216 − 225    | 11/2011 −        |
| 2.0 TDI        | 4        | 16       | 1968           | 125 (170) / 4200            | 350 / 1750 − 2500               | CAHA        | 8,3 − 8,9       | 213 − 230    | 2/2008 − 11/2011 |
| 2.0 TDI        | 4        | 16       | 1968           | 130 (177) / 4200            | 380 / 1750 − 2500               |             | 7,8 − 8,4       | 210 − 230    | 7/2011 −         |
| 2.7 TDI        | 6        | 24       | 2698           | 140 (190) / 3500 − 4400     | 400 / 1400 − 3250               | CAMA / CGKA | 7,7 − 8,2       | 220 − 239    | 9/2007 − 11/2011 |
| 3.0 TDI        | 6        | 24       | 2967           | 150 (204) / 3500 − 4500     | 400 / 1250 − 3500               |             | 7,1 − 7,9       | 230 − 244    | 11/2011 −        |
| 3.0 TDI        | 6        | 24       | 2967           | 176 (240) / 4000 − 4400     | 500 / 1500 − 3000               | CAPA / CCWA | 6,1 − 6,6       | 236 − 250    | 9/2007 − 11/2011 |
| 3.0 TDI        | 6        | 24       | 2967           | 180 (245) / 4000 − 4500     | 500 / 1400 − 3250               |             | 5,9 − 6,3       | 237 − 250    | 7/2011 −         |

1 Fås også til drift med E85

2 Elektronisk begrænset

3 Kun som Avant

4 Frem til 8/2011 88 kW (120 hk) ved 4200 omdr./min.

## Udvidelser
Til det fra midten af 2009 byggede nye modelår introduceredes flere nyheder. F.eks. blev det hidtidige dvd-navigationssystem suppleret af en optimeret udgave kaldet MMI Navigation plus, som blandt andet havde integreret harddisk, stemmestyring med hele ord og 3D-bymodeller. Harddisken benyttes til navigationsdata, men kan også gemme og afspille musikfiler. Derudover har det indbyggede dvd-drev muligheden for at afspille musik- og video-dvd'er. En yderligere nyhed er de på biler med xenonlys monterede baglygter med LED-teknik til bremse- og baglyset samt modificerede sidespejle. Modeller med 2,0-liters benzin- og dieselmotorer sælges fra og med dette modelår i kombination med manuel gearkasse som standardudstyr med start/stop-system samt bremseenergigenvinding.
Derudover kom der med 100 kW (136 hk) TDI-motoren endnu en dieselmodel, som blev solgt mellem starten af juni 2009 og november 2010. Den som 2,0 TDI e betegnede model har på grund af forskellige foranstaltninger som letløbsdæk, ændret udveksling, start/stop-system, bremseenergigenvinding og aerodynamiske optimeringer et lavere brændstofforbrug end de andre 2,0-liters dieselmotorer. Hvor Limousine 2,0 TDI e ikke kunne fås med forskellige former for ekstraudstyr og kun i basisversionen Attraction, kunne Avant 2,0 TDI e fås med alle former for ekstraudstyr og i samtlige udstyrsvarianter. Limousine kunne dog også fås med samme motor og alt til modelserien muligt ekstraudstyr, her bortfaldt dog tilnavnet "e".
Ved Frankfurt Motor Show 2009 blev motorprogrammet udvidet med versionen 3,0 TDI clean diesel. Denne "renere" dieselmotor er udstyret med udstødningsgasefterbehandling med selektiv katalytisk reduktion, hvilket realiseres ved hjælp af additivet AdBlue. Derved nedsættes udslippet af nitrogenoxider betydeligt, hvorved modellen allerede nu opfylder den fra 2014 krævede Euro6-norm.
Ligeledes på Frankfurt Motor Show introduceredes en til brug med bioætanol (E85) tilpasset og optimeret 2,0-liters TFSI-motor med 132 kW (180 hk). Modellen, som betegnes 2,0 TFSI flexible fuel kan fortsat tankes med almindelig benzin og koster i Tyskland 600 € mere end sin rent benzindrevne pendant.
Med modelåret 2011, som begyndte i midten af 2010, fik den som førerinformationssystem betegnede kørecomputer nye funktioner som for eksempel gearskifteindikator, visning af sparetips og visning af brændstofbehovet for enkelte førere. Derudover bortfaldt angivelsen af motorens slagvolume på bagklappen, i stedet monteredes et "teknologiskrifttræk" som f.eks. TDI eller TFSI. Ligeledes fik alle dieselmodeller fra dette modelår fejltankningsbeskyttelse som standardudstyr.
I november 2010 bortfaldt e'et i modelbetegnelsen 2,0 TDI e. Brændstofspareegenskaberne blev dog bibeholdt, og ved hjælp af yderligere optimeringer kunne brændstofforbruget nedsættes yderligere. I modsætning til den hidtidige 2,0 TDI e findes denne model uden undtagelser kun i udstyrsvarianten Attraction og kan kombineres med alle former for ønsket ekstraudstyr. Den nye model fik tillægsbetegnelsen "115g" (Limousine) hhv. "120g" (Avant), hvilket henviser til modellens lavere CO2-udslip og brændstofforbrug.

### Facelift
I november 2011 gennemgik Audi A4 en både teknisk og optisk opdatering, hvor bl.a. fronten i området ved kølergrillen og forlygterne blev modificeret. A4 Limousine fik ligeledes nye baglygter, som også var modificeret i formen.
På versioner med LED-baglygter er blinklysene ligeledes udført i LED-teknik. Kabinen blev opfrisket med nye materialer og visse betjeningselementer modificeret. Motorprogrammet omfatter nu aktualiserede benzin- og dieselmotorer, som nu alle er udstyret med start/stop-system som standardudstyr. 1,8-liters turbobenzinmotoren har i modsætning til sin forgænger visse tekniske nyheder som f.eks. kombineret direkte og multipoint-indsprøjtning og den variable ventilstyring Audi valvelift, hvilket øger effekten med 7 kW (10 hk) og drejningsmomentet med 70 Nm. Siden starten af 2012 sælges også en svagere version af den fra Audi S4 kendte 3,0 TFSI med kompressorladning, som afløste den ved faceliftet udgåede 3,2-liters V6-benzinmotor. Den stærkste firecylindrede 2,0 TDI yder nu 130 kW (177 hk), og motoren kom ligeledes i en 120 kW (163 hk)-udgave med reduceret brændstofforbrug. V6-dieselmotoren på 2,7 liter bortfaldt, i stedet findes 3,0 TDI nu i to effekttrin, 150 kW (204 hk) og 180 kW (245 hk) og findes foreløbig kun med automatgear.
- Audi A4 Limousine (2011−)
- Bagfra
- Audi A4 Avant (2011−)
- Interiør

Modificeret blev ligeledes quattro-firehjulstrækket. Så i kombination med S tronic-automatgearet står firehjulstræksystemet af sjette generation med kronegearsmidterdifferentiale nu til rådighed, som for bedre traktion fordeler op til 70% af drejningsmomentet til for- hhv. 85% til bagakslen.
Standard- og ekstraudstyrsprogrammet forblev næsten uforandret. Som nyt ekstraudstyr kan Avant-modellen fås med en elektrisk åbnende og lukkende bagagerumsklap. Samtidig blev nogle kørselshjælpesystemer udvidet med nye funktioner. Dermed understøtter vognbaneholdeassistenten Audi active lane assist førerens korrigerende styreindgreb. Den afstandsregulerende fartpilot gennemfører nu ved hastigheder under 30 km/t og nærtliggende kollision automatisk en fuld opbremsning.

## Trivia
- I modsætning til forgængerne er alle B8-modeller som standard udstyret med el-ruder bagi og en elektromekanisk parkeringsbremse i stedet for en manuel håndbremse.
- I modsætning til forgængerne er enderne af dieselmodellernes udstødningsrør vandrette og ikke nedadbøjede.
- Som standardudstyr medleveres til Avant en vendbar bagagerumsbund, som på den ene side er en beskyttelsesmåtte og på den anden side en tæppebeklædt bilbund.
- Ligesom i Audi A5 bevæger viserne på omdrejningstælleren og speedometeret sig i området 270°−0° mod højre og i enhedscirklen.
- De større sidespejle var en start på et krav fra EU, som fra 2010 gjaldt for alle nyregistrerede personbiler[16].
- Halogenforlygterne har nu dagkørelys som standardudstyr. Dagkørelyset lyses af en særskilt halogenlygte.
- De fra de foregående modelserier kendte klapdørhåndtag er nu afløst af bøjlehåndtag, som ved en ulykke letter redningspersonalets adgang til bilen.
- Brændstoftanken kan i forhjulstrukne B8-modeller rumme 63 liter (5 liter mindre end i forgængeren), hvor tankindholdet på quattro-modeller med 64 liter er 1 liter større (forgænger 63 liter). Den i november 2011 introducerede faceliftede model har en brændstoftank på 63 liter (quattro 61 liter).